# Stigmella fasciola
Stigmella fasciola là một loài bướm đêm thuộc họ Nepticulidae. Nó được tìm thấy ở Tadzhikistan.